# Hofstedeho typologie kultur
Hofstedeho typologie kultur je teorie kulturních dimenzí Geerta Hofstedeho. Vznikla již v 70. letech 20. století, ale i přesto je v současné době stále hojně využívána pro své dlouhodobě platné a v čase se jen velmi pomalu měnící závěry. Teorie se vztahuje na několik desítek zemí, a proto se jedná o účinný nástroj, jež umožňuje mezi sebou jednotlivé regiony porovnávat a identifikovat tak základní odlišnosti determinující chování jedinců, kteří v těchto oblastech žijí.

## Vývoj teorie

### Výzkum pro IBM
Holandský vědec Geert Hofstede byl v druhé polovině 60. let pověřen společností IBM přípravou a praktickou aplikací výzkumu zaměřeného na zaměstnance pracující v několika desítkách poboček této organizace po celém světě. Jako nejvhodnější metoda pro sběr dat bylo určeno dotazníkové šetření. Tyto dotazníky se zaměřovaly na nejrůznější aspekty chování lidí v prostředí velké nadnárodní korporace a jejich ochotu kooperovat s ostatními zaměstnanci.
Průzkum byl realizován prostřednictvím HERMES dotazníku mezi lety 1967 až 1973. V návaznosti na toto šetření byla vytvořena interní databáze IBM s více než 115 000 záznamy o zaměstnancích a jejich chování z bezmála 70 zemí světa, přičemž nejvíce údajů bylo k dispozici ze 40 světových zemí. Data byla analyzována mezi lety 1973 až 1979 formou faktorové analýzy, přičemž výsledkem bylo vytvoření čtyř dimenzí kultury týkající se vzdálenosti moci, individualismu, maskulinity a vyhýbání se nejistotě.

### Další vývoj
Po konci studené války byl výzkum dále rozšířen na země bývalého SSSR. V návaznosti na toto rozšíření zkoumané oblasti se nyní výsledky vztahují nejen na mnohem více států, byly ale také přidány dvě další dimenze, a sice dlouhodobá orientace a požitkářství. Pátá dimenze vznikla v důsledku spolupráce Geerta Hofstedeho a Michaela Bonda již v roce 1988 a vycházela z dat původního výzkumu, šestá dimenze reflektuje nové výzkumy a byla přidána ve spolupráci s Michaelem Minkovem až v roce 2010. V současné době se tak vychází z šestidimenzionálního pojetí Hofstedeho kulturní typologie.

## Dimenze kultury
Hofstede kulturu chápe jako „kolektivní nastavení mysli, jež rozlišuje členy jedné skupiny či kategorie lidí od jiné“. Tato definice ve své první části dokazuje Hofstedeho přesvědčení, že existuje silný vztah mezi nastavením mysli jednotlivce a chováním kolektivu, tj. že je možné závěry vyplývající z předmětného výzkumu aplikovat nikoliv pouze na chování lidí v daném regionu, kde byla data získána, ale na celý národ. Druhá část definice se váže k tomu, že toto „kolektivní nastavení mysli“ je vlastní pouze jedné skupině, resp. společnosti.
Díky tomuto faktu tak jsou od sebe národy navzájem více či méně odlišné a je tak možné je vzájemně porovnávat.

### Vzdálenost moci
První dimenze kultury řeší, jak jsou méně mocní členové organizací či institucí ochotni očekávat a akceptovat fakt, že moc není rozdělena rovnoměrně. Závěry z dostupných dat tak naznačují, že úroveň nerovnosti ve společnostech neurčují pouze vůdci, ale zejména jejich podporovatelé prostřednictvím jejich vůle tuto disproporci přijmout a podřídit se jí. Hofstede připouští, že ve všech společnostech je možné spatřit nerovnost, nicméně v některých kulturách je tato nerovnost mnohem patrnější než v ostatních. Hofstede vymezil několik hlavních rozdílů, jimiž se vyznačují společnosti s velkým mocenským odstupem od těch s relativně nízkou vzdáleností moci. Mezi tato specifika lze zařadit výchovu dětí rodiči k poslušnosti, respekt a strach ze starších, vzdělávání zaměřené na učitele, respektování hierarchického uspořádání společnosti, očekávání přesných instrukcí od nadřízených, autokratické tendence vlád a vůdců, vysoká míra korupce a tajení skandálů, velmi nerovná distribuce příjmů či významná role víry. Relativně největší ochotu přijmout nerovnost v dělbě moci je patrná v případě asijských, afrických, latinskoamerických či východoevropských zemí. Naproti tomu německy a anglicky hovořící západní země mají tendenci se vyznačovat spíše menší vzdáleností moci.

### Individualismus
Tato dimenze se zabývá na společenské úrovni stupněm integrace jedinců do skupin. Pro individualistické kultury jsou typické velmi volné společenské a rodinné vazby, přičemž od jedince se očekává, že se především bude zajímat o blaho své či své nejbližší rodiny. Naproti tomu kolektivistické kultury již od narození začleňují jedince do silných a soudržných skupin a kladou velký důraz na širší pojetí rodiny. Tyto skupiny jsou ochotny jedince chránit a podporovat výměnou za jeho loajalitu. Hofstede definoval několik hlavních specifik, jimiž se vyznačují kolektivistické společnosti od individualisticky orientovaných. Mezi ně lze zařadit důraz na to, aby jedinec někam patřil, dodržování harmonie, hodnocení ostatních dle jejich příslušnosti či nepříslušnosti do dané skupiny, vytváření norem a trestů při jejich porušení, zaměření na osobní vazby, vzdělání k vysvětlení jak se věci mají dělat. Zatímco individualismus převládá ve vyspělých zemích západní polokoule, kolektivismus převažuje v méně rozvinutých a východních státech.

### Maskulinita
Třetí dimenze souvisí s tím, zda v dané společnosti převažuje vliv hodnot spojených s mužským, či ženským pohlavím. Hofstede díky svému výzkumu, zjistil, že zatímco rysy femininních hodnot jsou si napříč zeměmi velmi podobné, v případě maskulinních hodnot se výsledky pro jednotlivé státy mohou značně lišit. Maskulinně orientované společnosti mají tendenci prosazovat agresivní, asertivní a ambiciózní přístup, naproti tomu femininní společnosti jsou spíše umírněnější, solidární a snaží se o nalezení vhodného konsenzu. Hofstede určil několik hlavních odlišností, jimiž se vyznačují maskulinní společnosti od femininních. Mezi ně lze zahrnout nutnost být asertivní a ambiciózní jako podmínka úspěchu, převaha zaměstnání nad rodinou, obdiv silných osobností, jasná specifikace rolí dle pohlaví, hlavní rozhodovací role mužů, přítomnost relativně málo žen ve veřejných funkcích, moralizování. Hofstede vypozoroval velmi silně maskulinní společnosti v Japonsku, německy hovořících zemích, Mexiku či Itálii. Dále jsou středně maskulinně orientované anglicky hovořící státy západní polokoule. Femininní společnosti se nacházejí zejména v severní Evropě.

### Vyhýbání se nejistotě
Vyhýbání se nejistotě automaticky není možné považovat za vyhýbání se riziku. Tato dimenze spíše pojednává o toleranci společnosti pro dvojznačnost. Jinými slovy značí, jakým způsobem se jedinci vyrovnávají se situacemi, které neznají. Takové situace jsou nové, neznámé a od těch známých odlišné. Aby se kultury, jež mají relativně vysokou snahu vyhýbat se nejistotě, proti novým situacím ochránily, nastavují striktní sociální normy, zákony a pravidla. Vše, co je v rozporu s jedinou „absolutní pravdou“, je považováno za nežádoucí a je trestáno. Existuje několik hlavních specifik, jimiž se odlišují kultury s velkou snahou o vyhnutí se nejistotě od těch, jejichž postoj k nejistotě je zcela opačný. Jedná se o chápání nejistoty jako hrozby, se kterou se musí bojovat, dále lidé žijící v těchto kulturách jsou více stresovaní, emocionální, úzkostní a neurotičtí, neschopni tolerovat odlišné chování a nápady. Tyto kultury mají také potřebu definování jasné struktury, od učitelů je očekáváno, že znají odpověď na každou otázku, zaměstnanci preferují dlouhodobé pracovní svazky, politici přistupují k občanům jako k nekompetentním k řešení politických otázek. Co se týče víry, mají tito lidé sklony více věřit tzv. univerzální pravdě a velkým teoriím. Typické společnosti s vysokým stupněm vyhýbání se nejistotě nalezneme v zemích východní a střední Evropy, zemích jižní Evropy, Japonsku či německy hovořících zemích. Relativně malou snahu vyhýbání se nejistotě lze spatřit v případě anglofonních či severských států.

### Dlouhodobá orientace
Cílem této dimenze je zjistit, jaké země jsou orientovány dlouhodobě a jaké spíše krátkodobě. Znaky dlouhodobé orientace je například cílení na budoucí výsledky, dlouhodobé investice, v případě krátkodobé orientace lze hovořit o preferenci okamžitých výsledků a plnění závazků. Dlouhodobě orientované společnosti se dle Hofstedeho vyznačují očekáváním nejdůležitějších událostí v budoucnu, přizpůsobením člověka okolnostem, posuzováním špatného a dobrého dle aktuální situace, možností přizpůsobit tradice pokud je to nutné, snahou učit se od ostatních, spořivostí, vytrvalostí, rychlým ekonomickým růstem či soutěživostí studentů i zaměstnanců. Obecně nalezneme dlouhodobě orientované kultury zejména v Asii, zatímco krátkodobě orientované společnosti se vyskytují v USA, Austrálii, Latinské Americe, afrických a muslimských zemích.

### Požitkářství
Tato poslední a zároveň nejnovější dimenze kultury byla ve spolupráci s Minkovem přidána do teorie až v roce 2010. Vychází také na rozdíl od předchozích z nových dotazníkových šetření a ve skutečnosti slabě negativně koreluje s pátou dimenzí. To znamená, že dlouhodobě orientované společnosti jsou spíše zdrženlivé a krátkodobě orientované kultury spíše požitkářské. Požitkářství souvisí s relativně svobodným uspokojováním potřeb a tužeb společnosti umožňujícím jedincům užívat si života. Naproti tomu zdrženlivost souvisí s potíráním individuálních tužeb a potřeb jedinců prostřednictvím velmi přísných sociálních norem. Rysy, jimiž se zdrženlivé kultury vyznačují nad požitkářskými jsou existence relativně menšího počtu šťastných lidí, vnímání bezmocnosti, nezabývání se svobodou slova, nižší význam volného času, pamatování si spíše negativních emocí, tendence vzdělané populace plánovat rodičovství, menší podíl sportovních aktivit, méně obézních lidí, vyšší počet policistů na 100 000 obyvatel. Data o této dimenzi jsou vzhledem k novým výzkumům k dispozici pro 93 zemí světa. Obecně zdrženlivější jsou kultury v Asii, muslimské země či státy východní Evropy, naproti tomu požitkářské společnosti můžeme naleznout v Severní a Jižní Americe, západní Evropě a vybraných státech subsaharské Afriky.

## Porovnání USA a Indie
Ve čtyřech z šesti dimenzí panují mezi USA a Indií velké odlišnosti. Naproti tomu ve dvou ze šesti oblastí jsou si hodnoty relativně podobné.

### Odlišnosti
Úplně největší rozdíl je možné identifikovat v případě pojetí individualismu. Zatímco americká kultura je naprosto evidentně individualistická, indická společnost se vykazuje spíše znaky kolektivistickými. V důsledku toho je v tomto ohledu možné chápat americkou kulturu jako maximálně individualisticky orientovanou, v níž jsou děti od narození vychovávány rodiči ve velmi úzkém rodinném kruhu jako jim rovné svobodné bytosti se svobodným rozhodováním. V Indii je však již od narození kladen důraz na náležení do skupiny, silné široké rodinné vazby a loajalitu vůči starším členům. Děti jsou zde vychovávány k poslušnosti a jejich kroky bývají vedeny právě rodinou, resp. skupinou. I v případě Indie je však možné spatřit jeden aspekt individualismu, jež souvisí s tamním náboženstvím a filosofií – hinduismem. V rámci hinduismu je každý jedinec sám zodpovědný za svůj způsob života a související dopady pro jeho reinkarnaci. Právě proto je hodnota individualismu pro jinak silně kolektivisticky orientovanou společnost tak vysoká.
Druhý největší rozdíl je možné identifikovat v případě šesté dimenze, požitkářství. Zatímco společnost USA je značně požitkářsky orientovaná, kultura Indie je k uspokojování potřeb velmi zdrženlivá. Klíčovým aspektem jsou zejména v případě Indie velmi striktní sociální normy a dominantní vliv skupin na jednání jedince. Vzhledem k těmto vlivům se Indové obávají, jakým způsobem na jejich aktivitu bude pohlížet zbytek společnosti. Ve značně individualistické americké kultuře se však obavy z vnímání ostatními, stejně jako přísné normy regulující lidské chování, příliš nevyskytují, a proto je možné zde svobodně naplňovat svá přání a sny.
Třetí výrazná propast mezi Indií a USA je spojena s dostupností moci. Zatímco v případě USA je moc relativně dostupná, nezávislá na věku, místě narození či původu, v případě Indie jsou sociální a kulturní normy spojené s mocí natolik zažité, že se zde vytvořila ohromná vzdálenost mezi mocnými a zbytkem společnosti. Dostupnost moci zároveň souvisí s bohatstvím.
Poslední výraznější rozdíl je možné vypozorovat v případě dlouhodobé orientace společností. Zatímco USA jsou tradičně krátkodobě orientované, Indie, jakožto jedna z asijských zemí, má tendence být spíše dlouhodoběji orientovaná. Dlouhodobá orientace Indie souvisí zejména s východisky tamních náboženských a filosofických proudů, zejména lze hovořit o konceptu hinduismu, resp. karmy a obecném vnímání času. Naproti tomu konzumně orientovaná společnost USA očekává výsledky v co možná nejkratší době, současně je však velmi flexibilní, pokud je nutné vzhledem k okolnostem operativně změnit plány.

### Podobnosti
V případě vyhýbání se nejistotě a převaze maskulinních hodnot jsou si však obě kultury relativně velmi podobné. Pro obě tyto dimenze dosahují nepatrně vyšších USA. To značí, že je americká kultura ve své podstatě o něco více maskulinní než ta indická, přičemž se však v porovnání s ní relativně více obává nejistoty. V obou kulturách však shodně převládají mužské hodnoty jako cílevědomost, soutěživost, asertivita a jistý stupeň agrese. Současně jsou obě společnosti ochotny do jisté míry akceptovat nejistotu, přizpůsobit se okolnostem a otevřeny novým nápadům a situacím. Obě kultury tak v tomto ohledu disponují méně regulacemi, jež mají jejich vzniku bránit.

## Kritika
Jako prakticky každý teoretický přístup byla a je také Hofstedeho kulturní komparace cílem kritiky odborné veřejnosti. Dlouhodobě existují dva významní kritici závěrů této teorie. Jedná se o Nigela Holdena a Brendana McSweeneyho.

### Nigel Holden
Hofstede je první kritice Nigela Holdena vystaven v díle s názvem Cross-Cultural Management: A Knowledge Management Perspective z roku 2002. Holden Hofstedemu vytýká, že data, z nichž vychází, pochází ze 70. let a vzhledem k rapidnímu světovému vývoji není možné z nich dále vycházet. Holden zmiňuje zejména fakt, že kromě politických změn svět také dostál velkým změnám v pracovních hodnotách jak zaměstnavatelů, tak zaměstnanců. Holden v návaznosti na tuto kritiku také vytvořil vlastní alternativní pojetí kultury.

### Brendan McSweeney
Brendan McSweeney vytvořil roku 2002 za cílem kritiky Hofstedeho přístupu dílo s názvem Hofstede’s Model of National Cultural Differences and their Consequences: A Triumph of Faith, a Failure of Analysis. McSweeney vytýká, že Hofstedeho pojetí je příliš generalistické, tj. že není možné z tak malého vzorku respondentů pracujících v jedné lokalitě vytvářet závěry chování celé společnosti. Dále je dle McSweeneyho problémem samotné nekonzistentní pojetí kultury v Hofstedeho dílech.